# كهوف كاديريكي
كهوف كاديريكي هي ثلاثة كهوف تقع في منتزه أريكوك الوطني في جزيرة أروبا،عند قاعدة جرف من الحجر الجيري، وتحوي نقوشا على جدرانها، اسم الكهوف من أصل أراواكي.
يبلغ طول أكبر كهف 150 مترًا (490 قدمًا) ويتكون من ثلاث حجرات، يدخل الضوء إلى أول حجرتين، بواسطة ثقوب في سقف الكهف ، بينما الغرفة الثالثة رطبة ومظلمة ومليئة بذرق الخفافيش، وتوجد فيه صواعد وهوابط.
الكهف الأصغر يبلغ طوله 30 مترًا (98 قدمًا) ويقع إلى الشرق من الكهف الرئيسي ويحتوي على الكثير من رسوم الكهوف.